# Vanderlande

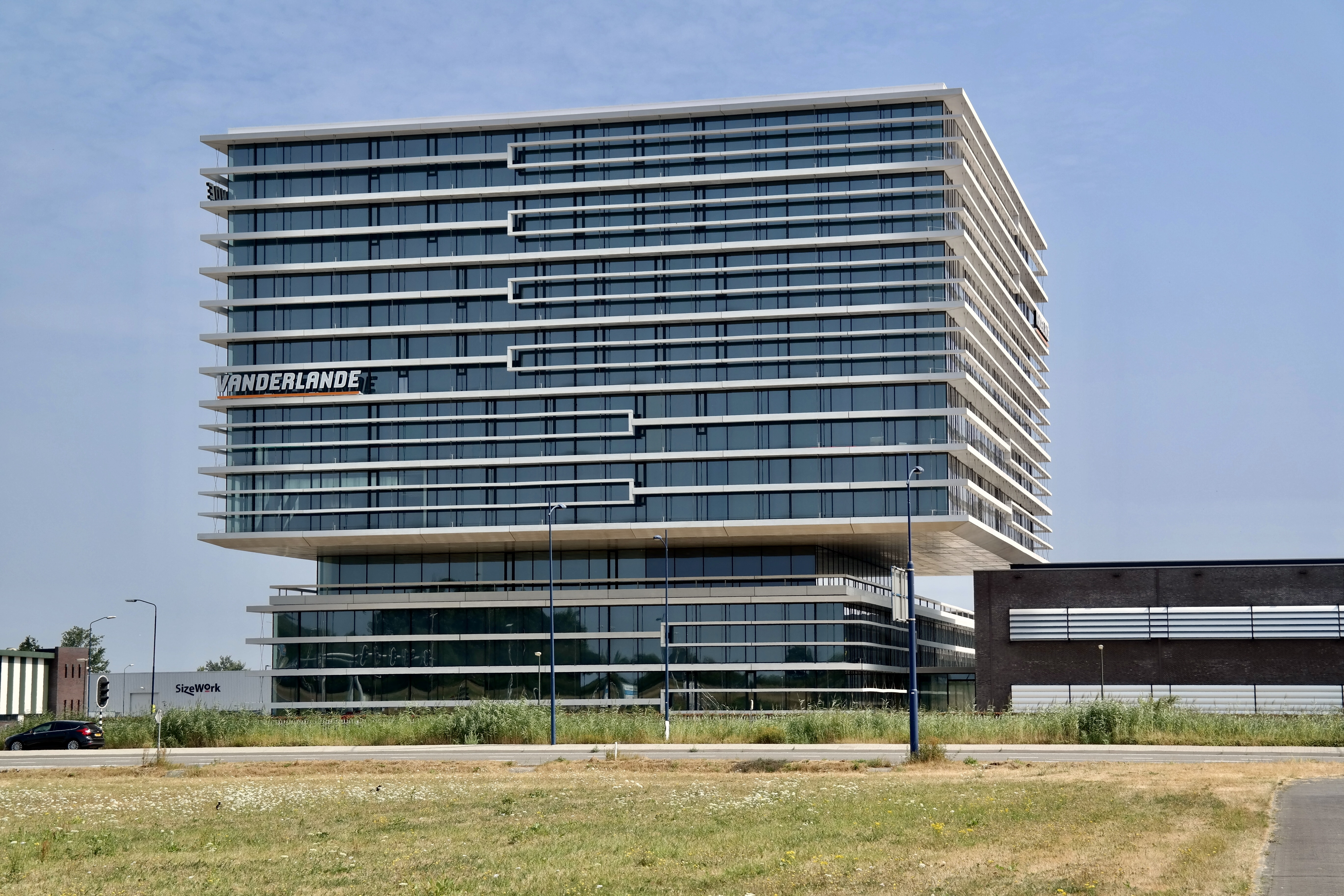
Het in 2016 geopende hoofdkantoor in Veghel

Vanderlande (voorheen Vanderlande Industries) is een internationaal opererende onderneming die transportsystemen voor interne logistiek levert. De hoofdvestiging bevindt zich in het Noord-Brabantse Veghel.

## Geschiedenis
Het bedrijf is opgericht in Veghel in 1949 door Eddie van der Lande. Het was een familiebedrijf bestaande uit een machinefabriek en constructiewerkplaats. Men reviseerde weefgetouwen en heeft ook korte tijd weefgetouwen geproduceerd. Het bedrijf maakte ook afvulinstallaties voor butagasflessen, bovenloopkranen, hijstoestellen, transportsystemen voor olievaten en speciale steekwagens voor olievaten, kisten en andere zware objecten.
In 1963 ging Vanderlande een joint venture aan met het Amerikaanse bedrijf Rapistan Incorporated onder de naam Rapistan Lande, vanaf deze tijd ging men de nadruk leggen op interne transportsystemen. Sinds 1971 is het bedrijf gevestigd op het bedrijventerrein De Dubbelen van de gemeente Meierijstad.
Na een managementbuy-out in 1988 kwam de organisatie weer volledig in Nederlandse handen. In datzelfde jaar vond de Lockerbie-aanslag plaats, waarna allerlei beveiligingssystemen, zoals röntgenscanners, aan de bagagetransportsystemen moesten worden toegevoegd. Vanderlande was sinds 1998 in handen van NPM Capital, de investeringsmaatschappij van SHV Holdings.
Op 20 mei 2017 werd Vanderlande overgenomen door het Japanse conglomeraat Toyota Industries. Toyota Industries betaalde 140 miljard yen, bijna 1,2 miljard euro.
In oktober 2024 werd de overname bekend gemaakt van Siemens Logistics. Met deze koop wil Vanderlande profiteren van schaalvoordelen en verwacht meer te kunnen investeren in automatisering. Inclusief schulden is de overnamesom 300 miljoen euro. De overname moet nog worden goedgekeurd door de autoriteiten en zal naar verwachting in 2025 worden afgerond.

## Activiteiten
Na de eeuwwisseling expandeerde het bedrijf snel. Het aantal medewerkers wereldwijd groeide van rond de 1.000 naar ruim 5.500 in 2018, waarvan een derde in Nederland werkt. Het bedrijf heeft in 2023 meer dan 9.000 werknemers. Vanderlande is een van de grootste industriële werkgevers van Noord-Brabant geworden.
Het productenpakket bestaat uit systemen voor de afhandeling van goederen in magazijnen en distributiecentra, sorteersystemen voor pakketten en de bagageafhandeling op luchthavens. Op het terrein van bagageafhandeling is het bedrijf wereldwijd marktleider met een aandeel van ruim 30%. Meer dan 600 vliegvelden over de hele wereld zijn voorzien van Vanderlande bagageafhandelingssystemen. Ook op het gebied van sorteersystemen voor pakketten en automatische magazijnen is Vanderlande een belangrijke producent.